# Gabriel Baer
Gabriel Baer, född 13 januari 1919 i Berlin, död 22 september 1982 i Jerusalem, var en israelisk orientalist och socialhistoriker av tysk härkomst. 

## Biografi
Baer var i sin ungdom trotskist och medlem av Fjärde Internationalen. När Adolf Hitler blev utnämnd till rikskansler år 1933 emigrerade Baer från Tyskland till Brittiska Palestinamandatet. Initialt var han med i det marxistiska och sionistiska Poale Sion, men lämnade detta tillsammans med bland andra den trotskistiske aktivisten Tony Cliff och grundade Revolutionära kommunistiska förbundet. 
Han studerade arabisk litteratur och islamisk historia vid Hebreiska universitetet i Jerusalem och vid Amerikanska universitet i Beirut. Under 1950-talet undervisade han vid förstnämnda lärosäte. År 1965 grundade Baer Journal of Asian and African Studies.